# Göran Ragnerstam
Göran Axel Ragnerstam (Stockholm, 7 november 1957) is een Zweedse acteur.

## Biografie
Ragnerstam woonde gedurende zijn jeugdjaren in het Stockholmse stadsdeel Södermalm, voordat de familie naar Kävesta verhuisde. De vader, die enige interesse had voor theater, trad op voor de kinderen en moedigde later zijn zoon aan om acteur te worden.
Op de basisschool en middelbare school hield Ragnerstam zich al bezig met theater.  Zo was hij onder meer betrokken bij de rockopera Tommy en trad hij als uitwisselingsstudent op in Seattle. Na zijn schooltijd werkte Ragnerstam enige tijd bij Posten, waarna hij in militaire dienst ging. Ragnerstam begon zijn acteeropleiding aan het educatieve centrum Kulturama in Stockholm en vervolgde van 1981 tot en met 1984 zijn studie aan de theaterschool in Malmö. Daarna verbond hij zich aan onder meer de stadstheaters van Göteborg, Stockholm en Uppsala. In het begin van zijn carrière speelde Ragnerstam vooral ietwat vreemde, psychopathische en verlegen personages. Naar eigen zeggen vindt hij het leuk om mensen te portretteren die je niet echt begrijpt.
In 2001 ontving Ragnerstam een FIPA d'Or voor zijn rol in de televisieserie Soldater i månsken (Soldiers in Moonlight). In 2003 volgde een Guldbagge in de categorie 'Beste mannelijke bijrol' voor zijn rol in Suxxess. In 2015 was hij genomineerd voor een Kristallen in de categorie 'Beste acteur' voor zijn rol in Jordskott.

### Privé
Ragnerstam was getrouwd met actrice Carina Boberg tot haar dood in 2020. Samen hadden zij twee kinderen. Hun dochter, Matilda, is ook actrice. Ragnerstam is de neef van schrijver Bunny Ragnerstam.

## Filmografie (selectie)
| Jaar      | Titel                  | Rol             | Type productie | Opmerkingen     |
| --------- | ---------------------- | --------------- | -------------- | --------------- |
| 1985      | Åshöjdens BK           | Ruben           | Miniserie      | 6 afleveringen  |
| 1994      | Håll huvet kallt       | Nick            | Televisieserie | 12 afleveringen |
| 1996-1997 | En fyra för tre        | Bjarne          | Televisieserie | 9 afleveringen  |
| 1997      | Glappet                | Carl Juxom      | Miniserie      | 6 afleveringen  |
| 1998      | Beck                   | Aronsson        | Televisieserie | 1 aflevering    |
| 1999-2000 | Sjätte dagen           | Bertil Skovås   | Televisieserie | 16 afleveringen |
| 2000      | Soldater i månsken     | Roffe           | Miniserie      | 4 afleveringen  |
| 2002      | Suxxess                | Robbert         | Film           |                 |
| 2003      | Kops                   | Lasse           | Film           |                 |
| 2004-2005 | Graven                 | Claes Grimme    | Miniserie      | 8 afleveringen  |
| 2006      | Wallander              | Lundkvist       | Televisieserie | 1 aflevering    |
| 2007      | Isprinsessan           | Bertil Mellberg | Film           |                 |
| 2007      | Predikanten            | Bertil Mellberg | Film           |                 |
| 2007      | Lindell - Nattsøsteren | Johan Wolter    | Miniserie      | 4 afleveringen  |
| 2007-2008 | Labyrint               | Pål             | Televisieserie | 10 afleveringen |
| 2009      | Morden                 | Claes Grimme    | Miniserie      | 6 afleveringen  |
| 2013      | En pilgrims död        | Henning         | Miniserie      | 3 afleveringen  |
| 2015      | Ängelby                | Torsten Huzell  | Televisieserie | 12 afleveringen |
| 2015-2017 | Jordskott              | Göran Wass      | Televisieserie | 18 afleveringen |
| 2017-2018 | The Restaurant         | Ragnarsson      | Televisieserie | 10 afleveringen |
| 2022      | Meningen med livet     | Henri           | Televisieserie | 6 afleveringen  |